# Radio i Sverige
Sverige har flera former av radiokanaler - public service-bolaget Sveriges Radio, kommersiell radio och närradio.
Rundradiosändningar i Sverige inleddes 1923 av Svenska radio AB.

## Lyssnarsiffror
De stora aktörerna i den svenska radiobranschen, MTG Radio, SBS Radio och Sveriges Radio, enades 2011 om att övergå till PPM som mätmetod för nationella lyssnarsiffror. Uppdraget att utföra undersökningarna fick TNS Sifo, som påbörjade mätningarna den 1 januari 2013. SIFO har drygt 1 300 panelmedlemmar i åldrarna 12-79 år som underlag för den svenska radiobranschens lyssnarsiffror.